# Diocèse de Vaison
Le diocèse de Vaison (en latin : Dioecesis Vasionensis ; en occitan : Diocèsi de Vaison) est un ancien diocèse de l'Église catholique en France.
Supprimé en 1801, il est rétabli en 2009 comme siège titulaire. L'évêque titulaire actuel de Vaison est Mgr Jean Bondu, nommé évêque auxiliaire de Rennes, Dol et Saint Malo le 30 novembre 2022.

## Histoire
La richesse du territoire à l'époque gallo-romaine explique la création d'un diocèse qui a sans doute existé dès le début du IVe siècle, et dont le territoire reprend les limites de celui des Voconces avec 4 régions : Vaison, Die, Gap, et Sisteron.
Le 6 août 1877, et jusqu'en 2009, l'archevêque d'Avignon et ses successeurs ont été autorisés à joindre à leur titre celui d'évêque de Vaison.

## Territoire
À la veille de la Révolution française, le diocèse de Vaison confinait : au nord-ouest, avec celui de Saint-Paul-Trois-Châteaux ; au nord, avec celui de Die ; au nord-est, avec une enclave de celui de Sisteron ; à l'est, avec celui de Gap ; au sud-est, avec celui de Carpentras ; et, au sud-ouest, avec celui d'Orange.
Il comprenait 
- Dans le Comtat : Le Barroux, Beaumont (village, Veaux (succursale)),  Buisson, Cairanne,  Crestet, Entrechaux, Faucon, Lafare, Malaucène, Ollon (commune de Bénivray-Ollon), Puyméras, Rasteau, Roaix, Sablet, Saint-Léger, Saint-Romain-en-Viennois, Saint-Roman-de-Malegarde, Séguret, Vaison (cathédrale), Valréas, Villedieu.
- Dans le Dauphiné : Beauvoisin, Bénivay, (Le) Buis, Châteauneuf-de-Bordette, Mérindol, Mirabel, Mollans, Nyons, La Penne (Aspiran), Piégon, Pierrelongue, Propiac (village, Proyas), Saint-Marcellin, Saint-Maurice, Tulette, Venterol (village, Novezan), Vinsobres.
- Dans la principauté d'Orange : Châteauneuf-de-Redortier, Gigondas, Suzette.

### Articles liés
- Archidiocèse d'Arles
- Archidiocèse d'Avignon